# Pneumologe
Als Pneumologe oder Pneumologin werden in Deutschland Fachärzte bezeichnet, die sich auf die Behandlung von Menschen mit Erkrankungen aus dem Gebiet der Pneumologie spezialisiert haben. 
Im Erwachsenenalter erfolgt die Behandlung durch Fachärzte für Innere Medizin und Pneumologie.
Kinder und Jugendliche werden durch Fachärzte für Kinder- und Jugendmedizin mit der Zusatz-Weiterbildung Kinder- und Jugend-Pneumologie betreut.

## Facharzt/Fachärztin für Innere Medizin und Pneumologie
Nach der Muster-Weiterbildungsordnung 2018 umfasst die Weiterbildung in Innerer Medizin und Pneumologie die Vorbeugung, (Früh-)Erkennung, konservative und interventionelle Behandlung sowie Rehabilitation und Nachsorge der Gesundheitsstörungen einschließlich geriatrischer Krankheiten und Erkrankungen der Atmungsorgane, des Herzens und Kreislaufs, der Verdauungsorgane, der Nieren und ableitenden Harnwege, des Blutes und der blutbildenden Organe, des Gefäßsystems, des Stoffwechsels und der inneren Sekretion, des Immunsystems, des Stütz- und Bindegewebes, der Infektionskrankheiten und Vergiftungen sowie der soliden Tumore und der hämatologischen Neoplasien. Das Gebiet umfasst auch die Gesundheitsförderung und die Betreuung unter Berücksichtigung der somatischen, psychischen und sozialen Wechselwirkungen und die interdisziplinäre Koordination der an der gesundheitlichen Betreuung beteiligten Personen und Institutionen.
Als Mindestanforderungen zum Erlangen der Gebiets-/Facharzt-Bezeichnung werden genannt:
72 Monate im Gebiet Innere Medizin  an anerkannten Weiterbildungsstätten, davon müssen abgeleistet werden:
- 36 Monate in Innerer Medizin und Pneumologie, davon
  - 24 Monate in der stationären Patientenversorgung,
- 24 Monate in mindestens zwei anderen Facharztkompetenzen des Gebiets,
- 6 Monate in der Notfallaufnahme,
- 6 Monate in der Intensivmedizin.

Inhalte der Facharzt-Weiterbildungen im Gebiet Innere Medizin / Facharzt/Fachärztin für Innere Medizin und Pneumologie sind in der Muster-Weiterbildungsordnung festgeschrieben.